# Kiewit (gehucht)
Kiewit is een gehucht en een parochie gelegen in het noorden van de Belgische stad Hasselt. Kiewit grenst in het noorden aan de gemeente Zonhoven, in het oosten aan de stad Genk en in het westen aan Kuringen, een deelgemeente van Hasselt. Eind 2007 telde Kiewit 4094 inwoners, verspreid over twee woonkernen: Kiewit zelf met 2398 inwoners en Kiewit-Heide met 1696 inwoners.

## Geschiedenis
De wijk Kiewit dankt haar naam aan de gelijknamige weidevogel, de kievit (Vanellus vanellus). Voor 1870 was deze naam voor de wijk niet gebruikelijk, maar de familie Vroonen, die het kasteel tussen 1868 en 1939 bewoonde, gebruikte hem al voor haar landgoed, dat ooit 220 hectare groot was. Stilaan werd deze eigendomsnaam voor het hele gebied ten noorden van de Genkersteenweg gebruikt. Nochtans zegt de kadastrale naam Kempische Heide veel meer over wat de wijk vroeger was: een uiterst arm, dun bevolkt en vochtig heidegebied.
Om deze heide werd het waarschijnlijk wel langste proces uit de geschiedenis gevoerd. In 1335 schonk de graaf van Loon zijn 'gemene gronden of gemene weiden' op de grens met Zonhoven aan de stad Hasselt. De Zonhovenaren beschouwden de heide echter als hun gebied. Ze verjoegen de Hasselaars die er kwamen werken of zich er wilden vestigen, ze spotten met de grenspalen die de prins-bisschop van Luik in 1666 had laten plaatsen, enzovoort. De geschillen werden voor de Edele Zaal van Kuringen, voor het Oppergerecht van Vliermaal, bij de prins-bisschop van Luik, en zelfs voor het keizerlijk hof in Wetzlar gebracht. Pas in 1811 legde de Franse commissaris de grenzen van Hasselt en Zonhoven definitief vast.
Tot aan het begin van de 20e eeuw bestond het grondgebied van Kiewit voornamelijk uit bos en heide (Kempische Heide en Hasseltse Heide genoemd). Het gebied hing helemaal af van Hasselt. Kiewit werd een afzonderlijke parochie in 1927 waarna de nieuwe bewoning zich in eerste instantie concentreerde rond de Sint-Lambertuskerk. Later werden er hele gebieden verkaveld ten zuiden van de spoorlijn Hasselt-Genk waardoor het aantal inwoners snel toenam. In 1951 werd dit gebied een afzonderlijke wijk en parochie onder de naam Onze-Lieve-Vrouw van Banneux (in de volksmond Sainte-Marie genoemd). Kiewit zelf bleef meer agrarisch met stilaan toenemende lintbebouwing. Eind jaren 1970 werd er een woonwijk gebouwd in de omgeving van de kerk.

## Bezienswaardigheden
- Vliegveld Kiewit, het oudste vliegveld van België
- de vroegere 
Philips-vestiging
- de Sint-Lambertuskerk van 1935
- grenspaal uit 1666 tussen Hasselt en Zonhoven, paalsteen genaamd, aan het einde van de Paalsteenstraat (zie foto onder Zonhoven)
- Het Kasteel van Kiewit

## Evenementen
- Pukkelpop

## Natuur en recreatie
Kiewit ligt in de Kempen op ongeveer 45 meter hoogte. De plaats ligt in een heide-ontginning. De noordelijke grens wordt gevormd door de Slangbeek.
Het Natuurdomein Kiewit, gelegen in het oosten van het gehucht, is het natuurcentrum van de stad Hasselt en heeft een oppervlakte van ongeveer 100 ha. Er werd een fietspad aangelegd naar het Provinciaal Domein Bokrijk dat aansluit op het Domein Kiewit. Op dit domein is een kinderboerderij gelegen en is er een grasproject waarvoor Galloway-runderen gebruikt worden.

## Verkeer en vervoer

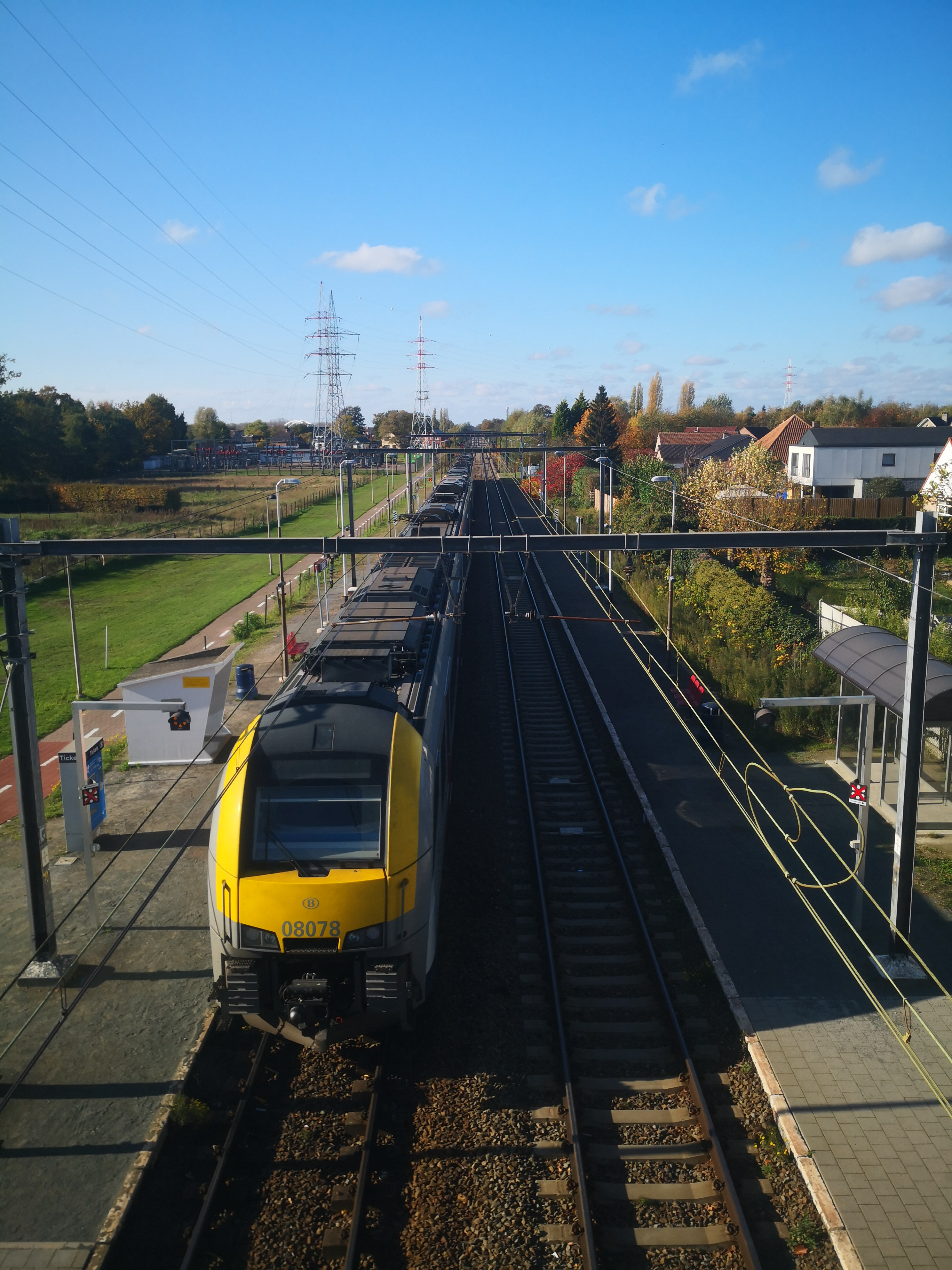
Station Kiewit gezien vanaf het viaduct.

Kiewit is bereikbaar via de weg Hasselt - Eindhoven die het gehucht doormidden snijdt. Aan deze weg is ook de NMBS-treinhalte gelegen.

## Sport
In Kiewit speelt voetbalclub Racing Club Hades Hasselt, die is aangesloten bij de KBVB en sinds het voetbalseizoen 2013-2014 in de Tweede klasse amateurs vertoeft.
Kiewit heeft ook een atletiekvereniging AVT die hun thuisbasis hebben op de stedelijke atletiekpiste.
Naast de atletiekpiste staat de stedelijke sporthal van Kiewit waar tot 1999 handbalclub HC Kiewit speelde. Na de stopzetting van de activiteiten van HC Kiewit werd de handbalvereniging Real Kiewit opgericht.
Ook basketbalvereniging Hades BBC heeft de sporthal van Kiewit als thuisbasis.
Nog op dezelfde site is de tennis- en padelclub Tenkie Park gelegen.
Sinds juni 2012 is er ook een hockeyclub genaamd Hasselt Stix met eigen hockeyveld en meer dan 200 leden.

## Nabijgelegen kernen
Hasselt, Terdonk, Termolen, Zonhoven